# Département d'Azuay
1824–1830
Entités précédentes :
- Présidence de Quito

Entités suivantes :
- Équateur

Le département d'Azuay (departamento de Azuay, en espagnol) est une subdivision administrative de la Grande Colombie créée en 1824. Il est situé dans la partie nord du territoire de l'actuel Pérou.

## Géographie

### Divisions administratives
Selon la Ley de División Territorial de la República de Colombia du 25 juin 1824, le département d'Azuay est subdivisé en 3 provinces :
- Province de Cuenca
- Province de Loja
- Province de Jaén de Bracamoros y Maynas